# Vittorio Cuniberti
 (juillet 2008).
Si vous disposez d'ouvrages ou d'articles de référence ou si vous connaissez des sites web de qualité traitant du thème abordé ici, merci de compléter l'article en donnant les références utiles à sa vérifiabilité et en les liant à la section « Notes et références ».
Pour les articles homonymes, voir Cuniberti.
Vittorio Emilio Cuniberti, né en 1854 à Turin et mort en 1913 à Rome, est un officier et ingénieur militaire italien qui a imaginé un concept de cuirassé monocalibre. Cette idée sera reprise par la Royal Navy avec la construction du HMS Dreadnought.

## Biographie
Né à Turin en 1854, Vittorio est connu pour ses publications dans Jane's Fighting Ships où il recommande l'usage d'un seul calibre (le plus gros possible) par les marines de combat.
Il proposa naturellement au gouvernement italien de participer à la construction de navires fondés sur ces idées. Le gouvernement déclina cette proposition (coût élevé, engagement dans une course aux armements...) mais autorisa Vittorio à publier ses idées.
La publication précéda la bataille de Tsushima qui confirma le rôle prédominant des calibres lourds. En 1906 la Royal Navy lança le HMS Dreadnought conforme à l'idée originelle de Cuniberti. Ce navire eut une telle influence sur les cuirassés construits à cette époque que ceux conçus sans les améliorations qu'il a apportées sont qualifiés de pré-Dreadnought.
Parmi les navires qu'il conçut, on trouve la classe Regina Elena.